# Henrik av Böhmen
Henrik av Böhmen (tjeckiska: Jindřich Korutanský), född cirka 1265, död 2 april 1335 på Tirols slott, var en monark av Böhmen. Han regerade 1306 och 1307 till 1310. 